# Política de Austria

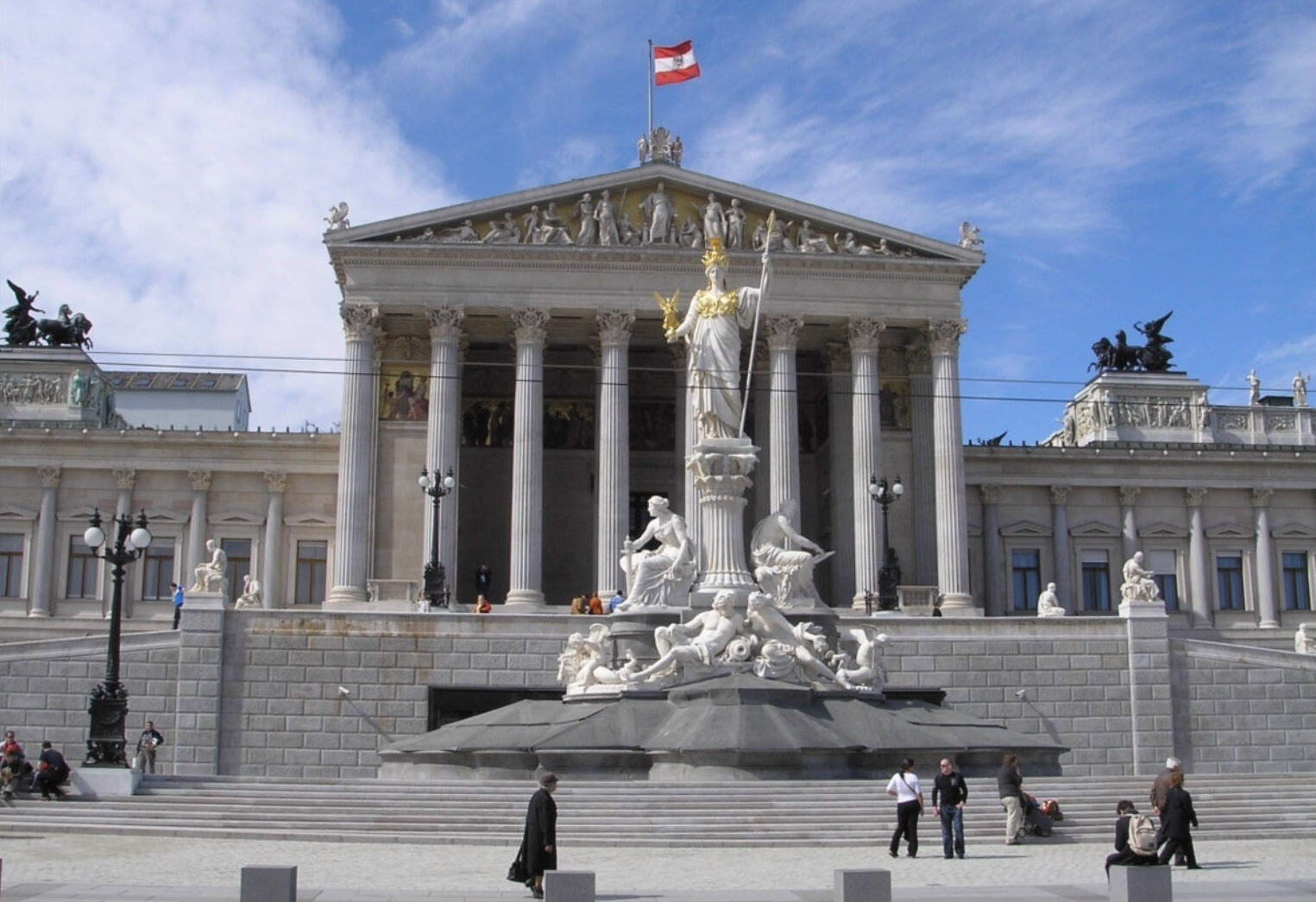
Palacio del Parlamento Federal, en Viena.

Austria es una república federal y democrática gobernada según una constitución que data de 1920, aunque modificada más tarde.

## Principios constitucionales
La Constitución de Austria (en alemán: Österreichische Bundesverfassung) es el cuerpo de todas las leyes constitucionales de la República de Austria a nivel federal. Se divide en muchas actas diferentes. Su pieza central es la Ley Constitucional Federal (Bundes-Verfassungsgesetz), que incluye las disposiciones constitucionales federales más importantes. 
Además del B-VG, hay muchas otras actas constitucionales (llamadas Bundesverfassungsgesetze, en singular Bundesverfassungsgesetz, abreviatura, BVG, i.e. es decir, sin el guion) y las disposiciones individuales en los estatutos y tratados que se designan como constitucionales (Verfassungsbestimmung). Por ejemplo, el B-VG no incluye una declaración de derechos, pero las disposiciones sobre libertades civiles se dividen en diferentes actos legislativos constitucionales. 

## Nivel europeo
El 17 de julio de 1989, Austria solicitó unirse a la Comunidad Económica Europea (CEE) en ese momento. El 12 de junio de 1994 hubo un referéndum sobre la adhesión de Austria a la Unión Europea (UE), que fue adoptada con dos tercios (66.58%) de los votos emitidos. El tratado de adhesión se firmó el 24 de junio. La adhesión tuvo lugar el 1 de enero de 1995. A principios de 1999, Austria y otros once Estados miembros se unieron a la eurozona.
Como resultado de unirse a la UE, se otorgaron a la Unión diversas competencias, sobre todo en negocios, agricultura, transporte, protección del medio ambiente, política energética y protección del consumidor. El derecho europeo tiene prioridad sobre los sistemas jurídicos nacionales. Si bien los reglamentos (leyes de facto de la UE) son directamente aplicables, las directivas (leyes marco de la UE, según las cuales se promulgarán las leyes nacionales) solo necesitan ser transpuestas a la ley austriaca; Si la implementación no se lleva a cabo dentro de los períodos habituales, una directiva también puede ser directamente aplicable. Los Estados miembros de la UE trabajan juntos en las áreas políticamente "sensibles" de justicia y seguridad.
Desde la entrada en vigor del Tratado de Lisboa el 1 de diciembre de 2009, Austria contó con 19 miembros en el Parlamento Europeo hasta 2013 (anteriormente eran 17) y 18 escaños desde las elecciones europeas de 2014. Además, cada país de la UE nomina a un miembro de la Comisión Europea. Desde 2019, el austriaco Johannes Hahn es el Comisario europeo de Presupuesto y Administración.

## Nivel federal

### Poder legislativo
El Parlamento de Austria (Österreichisches Parlament) está compuesto por dos cámaras: 
- Nationalrat (consejo nacional) y
- Bundesrat (consejo federal).

La composición del Nationalrat se determina cada cuatro años mediante elecciones directas. El consejo nacional es la cámara dominante en el parlamento austríaco.
El Bundesrat es elegido por los Landtagen, que son  los parlamento de los Estados de la República Federal. El Bundesrat posee el derecho a un veto de dilación en muchos casos, que sólo una fuerte y persistente resolución del Consejo Nacional puede levantar.
El Bundesversammlung se compone de los miembros de ambas cámaras del parlamento y se reúne únicamente en contadas ocasiones.

#### Consejo Federal
El Consejo Federal (en alemán: Bundesrat) es una de las dos cámaras del Parlamento de Austria. De acuerdo con la Constitución de Austria, el Consejo Federal comparte el poder legislativo como Cámara alta con el Consejo Nacional de Austria (Nationalrat). 
El Bundesrat es la cámara de representación de los estados y una de sus características es que sus miembros no están obligados por la disciplina de voto, pudiendo votar individualmente lo que consideren, lo que le diferencia del Bundesrat de Alemania.

## Sistema político a nivel estatal
Austria se divide en nueve estados federados (en alemán: Bundesländer), cada uno de ellos con su propio gobierno central. La capital, Viena, constituye un estado que abarca únicamente el municipio.

## Historia
Durante décadas, existieron dos grandes partidos políticos: el Partido Socialdemócrata y el Partido Popular, que formaban el gobierno bajo un pacto social que entregó estabilidad, basada en una cultura política de compromiso y diálogo.
En los últimos tiempos, grandes cambios, se han producido por una mayor movilidad del electorado, aumento de la competencia entre partidos y un mayor dinamismo político. Todo esto alentado por los medios. Las elecciones al Parlamento en octubre de 2000, transformó significativamente el paisaje político austriaco, saliendo de las elecciones tres partidos poderosos: el Partido Socialdemócrata (Sozialdemokratische Partei Österreichs), el Partido Popular (Österreichische Volkspartei) y el Partido de la Libertad de Austria (Freiheitliche Partei Österreichs). Los dos últimos se unieron en coalición y formaron gobierno. Los otros dos partidos con representación en el Nationalrat son Los Verdes (Die Grünen) y la Unión por el Futuro de Austria (Bündnis Zukunft Österreich), este último nacido de una escisión del FPÖ.

## Pacto Social
La paz social que vive Austria descansa en una institución específicamente austriaca, el Pacto Social, compuesto por representantes de empresas (presidentes de la Cámara Federal de Economía y de la Cámara Federal de Agricultura) y representantes de los trabajadores (presidentes de la Confederación de Sindicatos y de la Cámara Federal de Trabajadores; ver también: Estado Social).
Este pacto explica bajas tasas de desempleo y escasas huelgas laborales.
La combinación entre democracia, economía de mercado y pacto social ha llevado a la creación de un sistema político característico austriaco, basado en un clima de consenso general y de colaboración entre los distintos bloques políticos.